# 切布县
切布县，一译恰普县、宿察县，是柬埔寨柏威夏省下辖的一个县。
据1998年人口普查，此县共有12,450人。